# 粟宗嵩
粟宗嵩（1910年—2009年3月11日），男，湖南邵阳人，中国农田水利专家，曾任中国农业科学院农田灌溉研究所所长、研究员。